# کانتون ژنو
جمهوری و کانتون ژنو (به فرانسوی: République et Canton de Genève) غربی‌ترین کانتون سوئیس است که تقریباً از همه طرف به فرانسه می‌رسد. مانند بعضی دیگر از کانتون‌های سوئیس از این کانتون با نام جمهوری یاد می‌شود. این کانتون فرانسوی زبان است و مرکز آن شهر ژنو است.